# Buitinga kikura
Buitinga kikura är en spindelart som beskrevs av Huber 2003. Buitinga kikura ingår i släktet Buitinga och familjen dallerspindlar.
Artens utbredningsområde är Kongo. Inga underarter finns listade.